# Dioscorea balcanica
Dioscorea balcanica är en enhjärtbladig växtart som beskrevs av Kosanin. Dioscorea balcanica ingår i släktet Dioscorea och familjen Dioscoreaceae. Inga underarter finns listade i Catalogue of Life.

## Bildgalleri

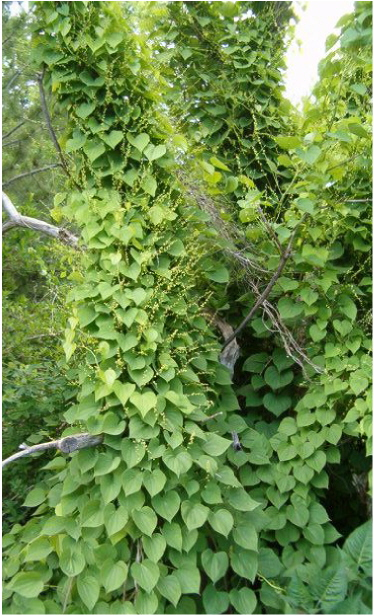
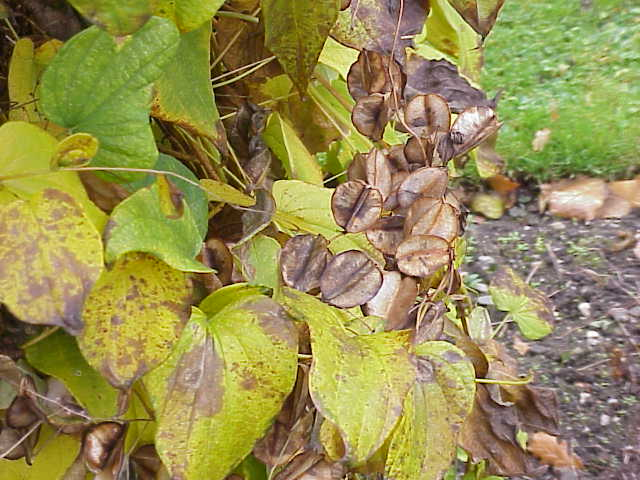
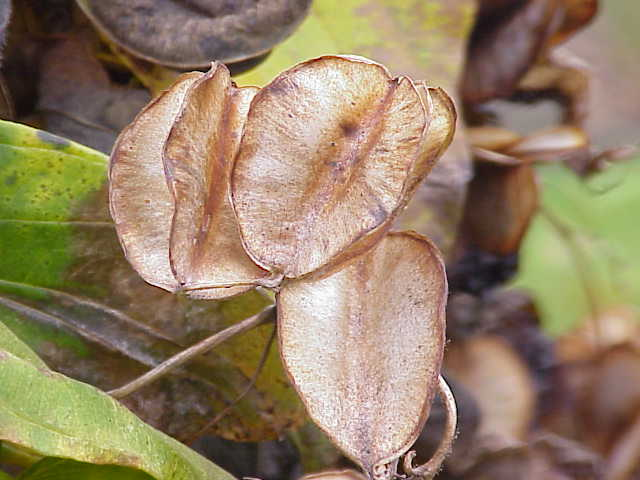
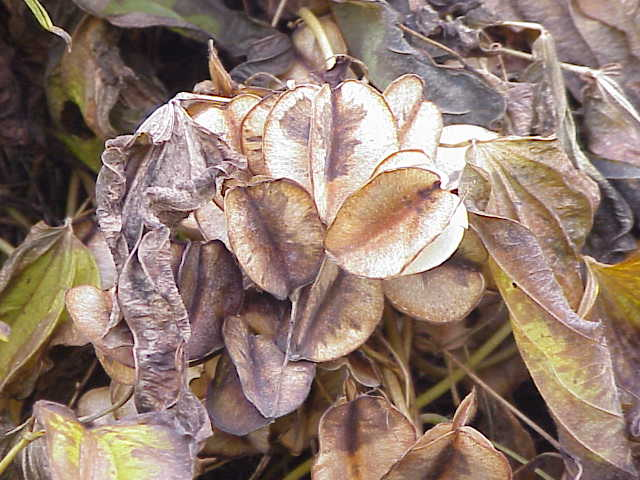